# David Lawrence
David Lawrence (Filadelfia, 25 de diciembre de 1888-Sarasota, 11 de febrero de 1973) fue un periodista conservador estadounidense y pupilo de Woodrow Wilson en la Universidad de Princeton.

## Biografía
Después de su reelección como presidente de Estados Unidos en 1916, Woodrow Wilson despidió al estadounidense de ascendencia irlandesa Joe Tumulty para aplacar el sentimiento anticatólico, particularmente de su esposa y su Coronel Edward M. House, por el cual intercedió exitosamente a su favor para permanecer. Durante la presidencia de Franklin D. Roosevelt Lawrence criticó el "New Deal" en su libro de 1932 "Beyond The New Deal" en el cual su prescenciosa observación sobre actividad económica lideró para distinguir entre libre empresa y corporativismo, escribiendo que "Teóricamente, las corporaciones son creaciones del Estado."
En 1933, Lawrence fundó un periódico semanal llamado United States News dedicado a los detalles del gobierno para una audiencia a los líderes de comunidad, gente de negocios y políticos. En 1948 U.S. News se combinó con la revista semanal de Lawrence, World Report para formar la revista de noticias U.S. News & World Report. A la muerte de Lawrence la revista tenía una circulación de 2 millones.
En abril de 1970 fue galardonado con la "Presidential Medal of Freedom" por el presidente Richard Nixon.